# Bengt Johansson
Bengt Johansson, švedski rokometaš, * 24. julij 1942, Halmstad, † 8. maj 2022.
Leta 1972 je na poletnih olimpijskih igrah v Münchnu v sestavi švedske rokometne reprezentance osvojil sedmo mesto.